# Manuela Ramin-Osmundsen
Manuela Myriam Henri Ramin-Osmundsen (sinh ngày 15 tháng 7 năm 1963 tại Antony, Pháp) là một chính trị gia người Pháp gốc Na Uy và là cựu Bộ trưởng Trẻ em và Bình đẳng của Đảng Lao động. Năm 2008, bà là tâm điểm của một vụ bê bối chính trị kết thúc bằng việc từ chức bắt buộc từ vị trí bộ trưởng mà bà mới được bổ nhiệm.

## Giáo dục và những năm đầu đời
Bà sinh ra ở Antony, sau đó thuộc tỉnh Seine của Pháp, trong một gia đình đến từ tỉnh hải ngoại Martinique . Mẹ cô, Annie Ramin, là cựu giám đốc của bệnh viện đại học khu vực Fort-de-France (CHU) . Bà sống ở Pháp cho đến năm 1991, sau đó bà cuối cùng định cư ở Na Uy với người chồng Na Uy. Bà đã nhận được bằng luật từ Đại học Panthéon-Assas chuyên về luật Liên minh châu Âu và là luật sư của hiệp hội luật sư Paris . Sau đó, bà nhận được bằng về Giáo dục đặc biệt từ Đại học Đại học Oslo.

## Sự nghiệp chính trị
Năm 1995, bà làm luật sư cho Bộ Tư pháp và Cảnh sát, việc này kéo dài đến năm 1998 khi bà trở thành người đứng đầu Center Against Ethnic Discrimination chính thức Center Against Ethnic Discrimination  (SMED), một cơ quan chính phủ cung cấp trợ giúp pháp lý miễn phí cho những người bị phân biệt đối xử. Sau đó, bà trở lại làm việc cho bộ Tư pháp trước khi chuyển sang làm trợ lý chính trị trong Bộ Ngoại giao. Vào mùa thu năm 2005, bà tham gia Đảng Lao động. Bà là giám Norwegian Directorate of Immigration  (UID) trong khoảng thời gian từ 17 tháng 3 đến 21 tháng 5 năm 2006.
Bà được bổ nhiệm làm Bộ trưởng Bộ Trẻ em và Bình đẳng trong nội các thứ hai Stoltenberg vào ngày 18 tháng 10 năm 2007, thay thế Bộ trưởng sắp mãn nhiệm Karita Bekkemellem và do đó trở thành thành viên không phải là người da trắng đầu tiên của Nội các Na Uy.

### "Vụ thanh tra"
Chỉ bốn tháng vào vị trí mới, bà đã buộc phải từ chức vì những tranh cãi xung quanh việc bổ nhiệm Người giám sát mới cho Trẻ em ở Na Uy. Người đương nhiệm, Reidar Hjermann đang mong đợi được bổ nhiệm vào nhiệm kỳ bốn năm mới theo thông lệ cho tất cả các thanh tra viên vào thời điểm đó. Tuy nhiên, Ramin-Osmundsen quyết định thay thế trao vị trí cho luật sư Ida Hjort Kraby. Những suy đoán sớm nảy sinh liên quan đến việc này có phải là do Hjermann quá phiền phức với chính phủ (ông đã công khai chỉ trích chính phủ nhiều lần). Khi câu chuyện đang dần lắng xuống, một câu chuyện mới nổ ra khi giới truyền thông phát hiện ra rằng Hjort Kraby và Ramin-Osmundsen là những người bạn rất thân và quen biết nhau từ thời học luật và thường xuyên tham dự các bữa tiệc của nhau.
Điều này đã vi phạm rõ ràng các quy tắc của chính phủ, vì bà được yêu cầu tự nhận mình từ quy trình bổ nhiệm, khi giải quyết các mối quan hệ chặt chẽ. Sau khi những câu chuyện này xuất hiện, Storting đã mở một cuộc điều tra chính thức về vấn đề này.
Mặc dù ban đầu bà phủ nhận những cáo buộc này, nhưng khi đối mặt với những chi tiết khác, sau đó bà thừa nhận rằng họ thực sự là bạn thân và thuộc cùng một nhóm rất nhỏ các nữ luật sư sống ở phía tây giàu có của thành phố Oslo. Sau khi thủ tướng Jens Stoltenberg nhắc nhở bà về mức độ nghiêm trọng của tình hình, bà đã từ chức bộ trưởng vào ngày 14 tháng 2. Hjort Kraby đã từ chức từ vị trí của mình trước khi bắt đầu và Hjermann tiếp tục với tư cách là một thanh tra viên.

## Cuộc sống cá nhân
Sinh ra là công dân Pháp, Ramin-Osmundsen đến Na Uy vào năm 1991 và trở thành công dân Na Uy vào đầu tháng 10 năm 2007, 14 ngày trước khi được bổ nhiệm làm Bộ trưởng. Bà đã kết hôn với cựu chính trị gia của đảng Bảo thủ và doanh nhân Terje Osmundsen.